# Георги Шашев
Георги Шашев е гръцки комунист.

## Биография
Роден е в 1920 година в гумендженското село Баровица, Гърция. Включва се в комунистическото съпротивително движение по време на окупацията през Втората световна война. Член е на Славяномакедонския народоосвободителен фронт. Загива в Гражданската война заедно с още осем бойци в сражение с гръцки правителствени части в местността Шеова в Паяк на 17 ноември 1947 година.